# Eltville am Rhein
Eltville am Rhein [ˈɛltvɪlə] ist die älteste und nach Einwohnern größte Stadt im Rheingau in Hessen, Deutschland. Eltville liegt im bestimmten Anbaugebiet Rheingau und nennt sich Wein-, Sekt- und Rosenstadt, zudem Gutenbergstadt und seit 2020 Nachhaltigkeitsstadt.

## Geografie

### Lage
Eltville liegt am Südhang des Rheingaugebirges, dem Südwestteil des Taunus, an den Mündungen des Sülzbachs und des Kiedricher Bachs in den dort in Ostnordost-Westsüdwest-Richtung fließenden Rhein.

### Nachbargemeinden
Eltville grenzt im Norden an die Gemeinden Schlangenbad und Kiedrich, im Osten an die kreisfreie Stadt Wiesbaden und die Gemeinde Walluf, im Süden – getrennt durch den Rhein – an die Gemeinde Budenheim und die Stadt Ingelheim am Rhein (beide Landkreis Mainz-Bingen in Rheinland-Pfalz) sowie im Westen an die Stadt Oestrich-Winkel.

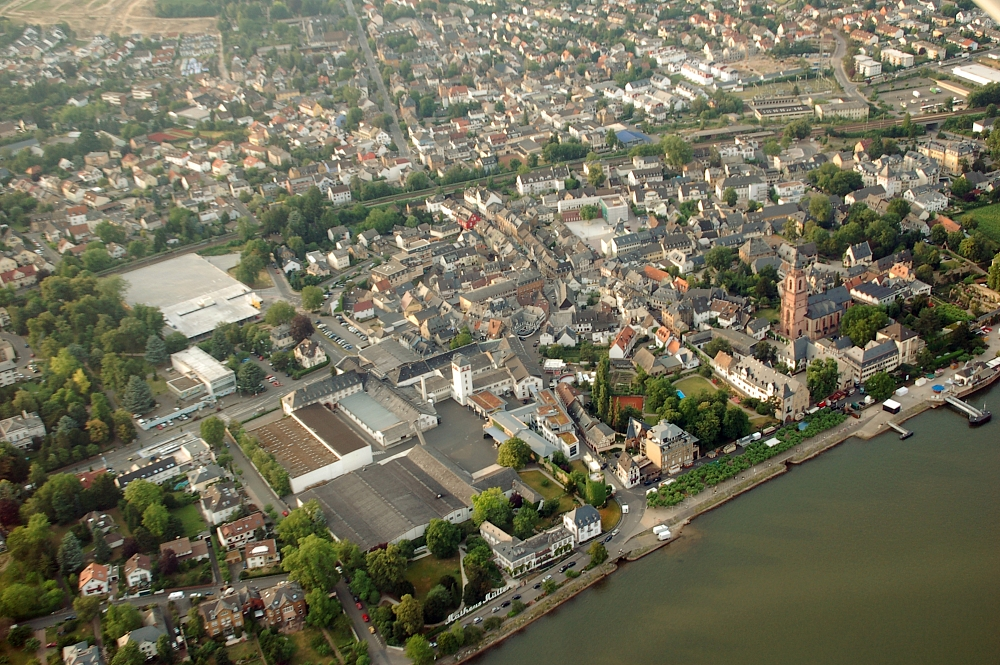
Luftaufnahme 2006

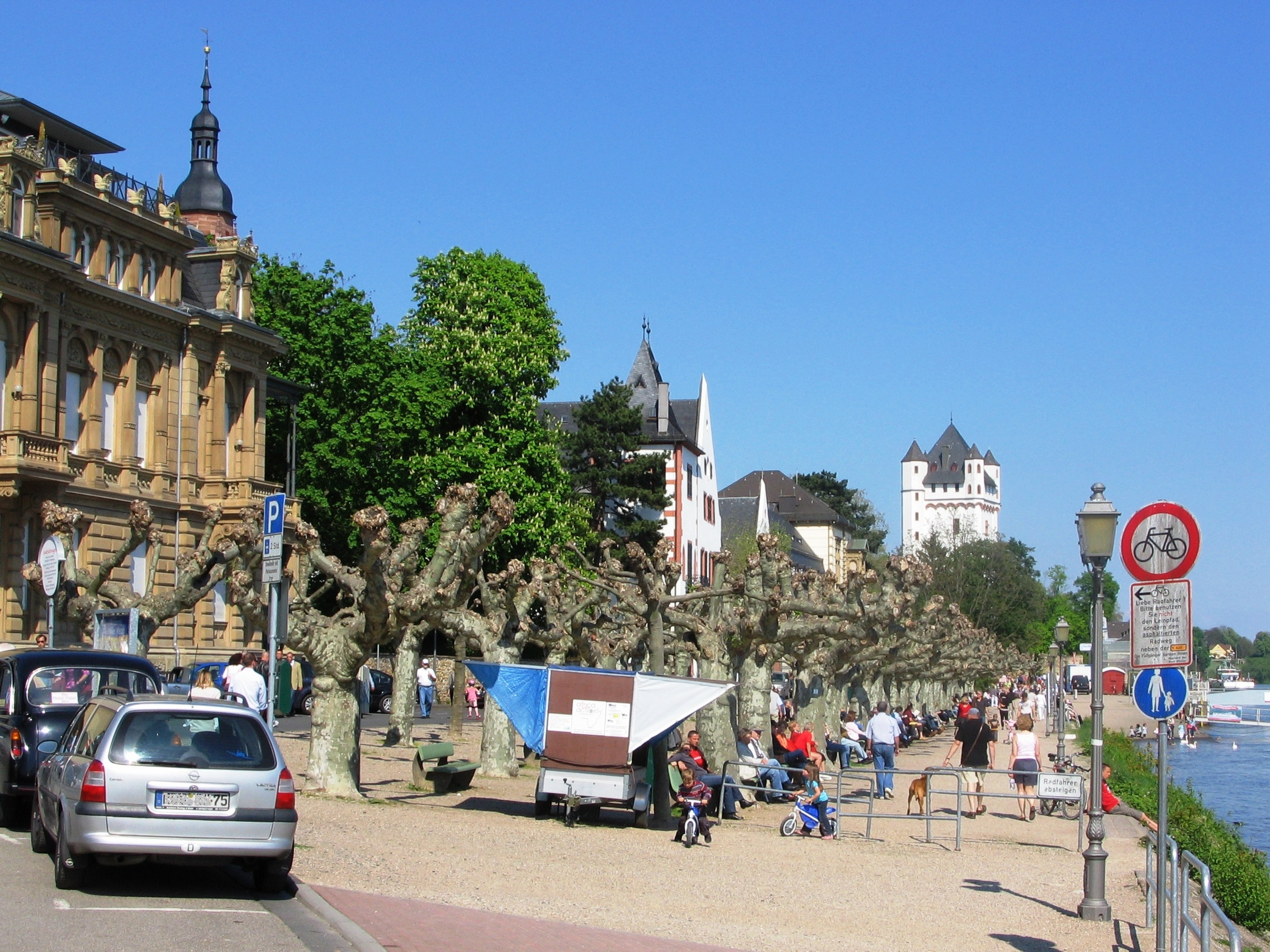
Der Platz von Montrichard, die platanenbestandene Rheinuferpromenade von Eltville; in der Bildmitte der Eltzer Hof, weiter hinten der Turm der kurfürstlichen Burg

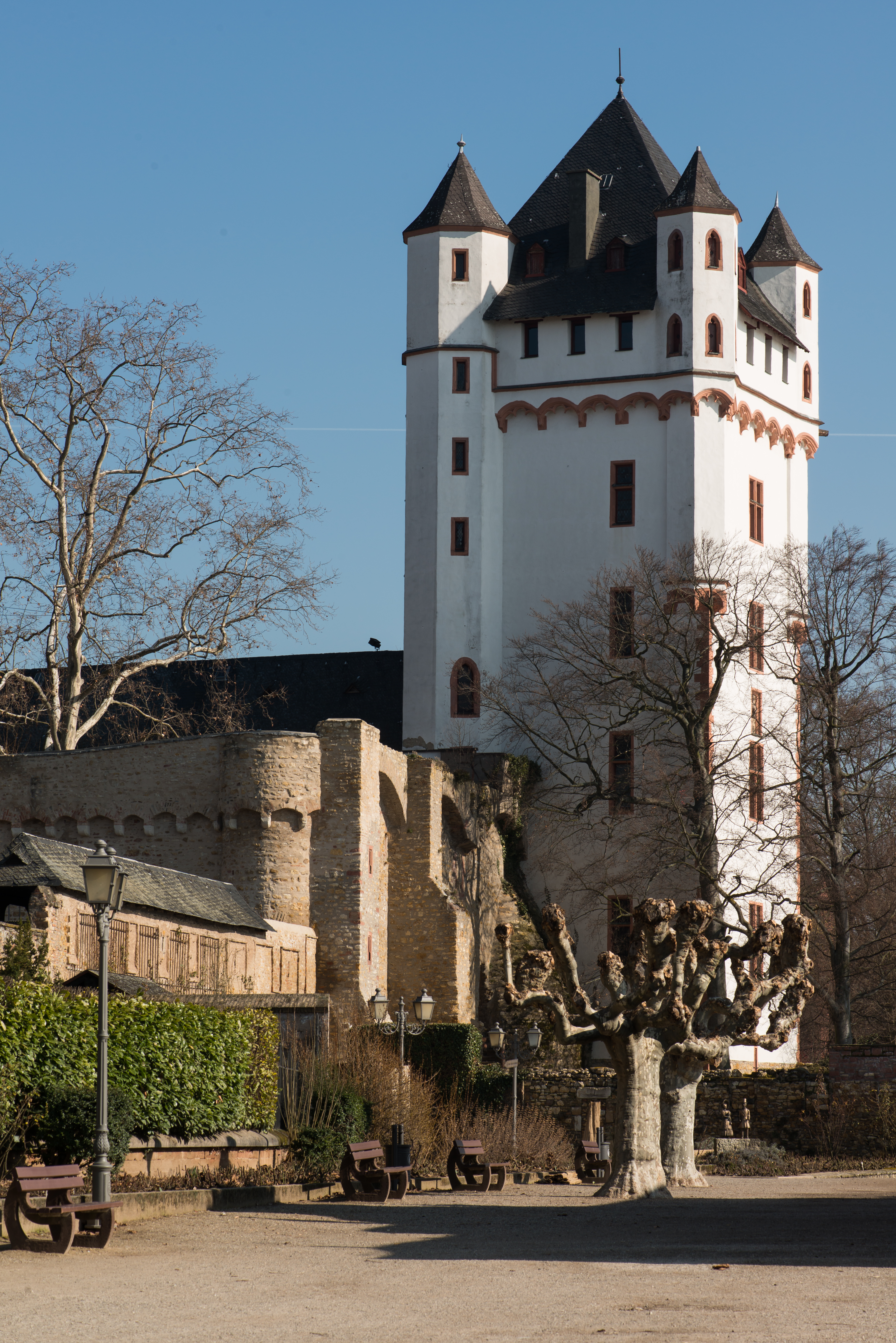
Kurfürstliche Burg Eltville

### Stadtgliederung
Das Stadtgebiet von Eltville ist in fünf Ortsbezirke aufgeteilt. Jeder Ortsbezirk hat einen Ortsbeirat unter dem Vorsitz eines Ortsvorstehers oder einer Ortsvorsteherin. Ein Bezirk wurde für die Kernstadt Eltville gebildet, die anderen für die 1972 und 1977 eingegliederten Gemeinden:
- Erbach (mit Ortsteil Eichberg)
- Hattenheim (mit Ortsteil Kloster Eberbach)
- Martinsthal
- Rauenthal

## Namen
Historisch dokumentierte Erwähnungen des Ortes sind: Altavilla (lateinisch alta villa, „hoher Hof, höher gelegene Stadt“; 1060–1084), Eltivile (1148), Altevile (1151), Eltevil (1350), Ellfeld (15. Jahrhundert), Elfeld (vor 1812) und Eltville (ab 1812).

## Geschichte
Erste Siedlungsspuren im Stadtgebiet sind bis in die Jungsteinzeit zurückzuführen. Aus der römischen Zeit stammen Spuren eines Landhauses. Ab dem Ende des 4. Jahrhunderts weist das fränkische Gräberfeld von Eltville westlich des Ortes beim Hof Drais auf eine kontinuierliche Besiedlung hin. Ein fränkischer Königshof war Ausgangspunkt für die Entwicklung des heutigen Ortes. Dessen erste urkundliche Erwähnung als Altavilla ist in der Vita Bardonis, der Lebensbeschreibung des im Jahre 1051 verstorbenen Erzbischofs Bardo von Mainz erhalten geblieben. Zu dieser Zeit gehörte der Königshof schon dem Erzstift Mainz. Die Pfarrkirche bestand vermutlich schon unter Erzbischof Friedrich zwischen 937 und 954.
Schon 1313 war das Dorf mit einer Mauer befestigt. 1329 begannen der Bau der erzbischöflichen Burg und der Stadtmauer. Am 23. August 1332 verlieh Kaiser Ludwig der Bayer auf Ersuchen des Erzbischofs Balduin von Trier, dem Verweser des Mainzer Erzstifts, die Stadtrechte an Eltville. Mit der Fertigstellung der kurfürstlichen Burg 1347 war Eltville bis 1480 einer der Residenzorte der Mainzer Erzbischöfe. Damit wurde Eltville wiederholt zu einem Schauplatz der damaligen Auseinandersetzungen zwischen Papst und Kaiser um die Besetzung des Heiligen Stuhles von Mainz. Diese gipfelten zuletzt in der Mainzer Stiftsfehde. Nach Weggang des kurfürstlichen Hofstaats war Eltville nur noch Hauptort des Rheingaus.
Die Stadt weist etliche historische Adelshöfe auf, so den Stockheimer Hof der Freiherren Langwerth von Simmern (heute Sitz des Weinguts Langwerth von Simmern), die Burg Craß und den Eltzer Hof der Grafen von Eltz. Die kurfürstliche Burg wurde im Dreißigjährigen Krieg 1635 von den Schweden bis auf den Wohnturm zerstört.
Am 8. Mai 1948 war die Eltviller Feuerwehr Ausrichter der ersten Verbandsversammlung des Nassauischen Feuerwehrverbandes nach dem Zweiten Weltkrieg, an der 679 Delegierte teilnahmen.

### Eingemeindungen
Im Zuge der Gebietsreform in Hessen wurden am 1. Juli 1972 die zuvor selbstständige Gemeinde Hattenheim auf freiwilliger Basis und am 1. Januar 1977 die zuvor selbständigen Gemeinden Erbach (Rheingau), Martinsthal und Rauenthal kraft Landesgesetz in die Stadt Eltville (Rhein) eingegliedert. Sowohl für die Kernstadt als auch für die Stadtteile wurden Ortsbezirke mit Ortsbeirat und Ortsvorsteher gebildet.

## Religionen

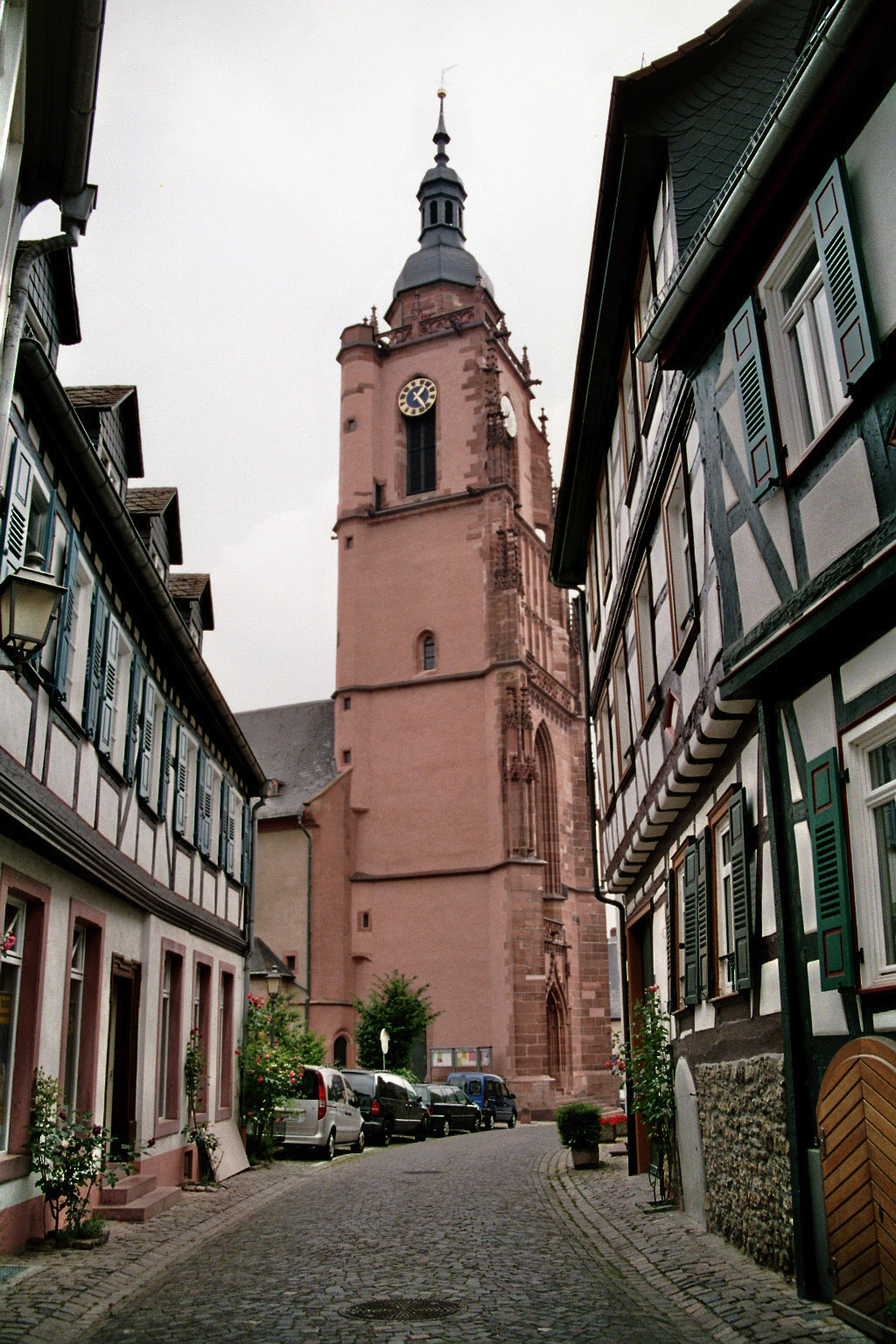
Die Pfarrkirche St. Peter und Paul aus dem 14. Jahrhundert

### Katholiken
Jeder der fünf Stadtteile von Eltville hatte je eine katholische Kirchengemeinde. Diese waren bis 2016 im Pastoralen Raum der Kirchengemeinden Rauenthal, Martinsthal, Niederwalluf, Oberwalluf, Kiedrich -, Eltville, Erbach, Hattenheim, Hallgarten, Oestrich, Mittelheim und Winkel zusammengeschlossen. Aus diesem Pastoralen Raum wurde die gemeinsame Pfarrei St. Peter und Paul Rheingau. Die Kirche St. Peter und Paul in Eltville wurde zur gemeinsamen Pfarrkirche, die Kirchen der oben genannten Kirchorte wurden zu Filialkirchen.

### Evangelische
Die evangelischen Christen der Stadt sind auf drei Kirchengemeinden verteilt. In Eltville und Erbach gehören sie zur Evangelischen Kirchengemeinde Triangelis Eltville-Erbach-Kiedrich. Die Gemeinde besitzt mit der von Prinzessin Marianne von Preußen im Jahr 1861 gestifteten Johanneskirche die älteste evangelische Kirche im oberen Rheingau. Die evangelischen Hattenheimer gehören zur Evangelischen Kirchengemeinde Oestrich-Winkel, und in Martinsthal und Rauenthal zählen sie zur Evangelischen Heilandsgemeinde Walluf, Martinsthal, Rauenthal.
Ein „Liturgiekreis“ der Selbständigen Evangelisch-Lutherischen Kirche unterhält die 1875 errichtete ehemalige Krankenhauskapelle St. Elisabeth in der Gutenbergstraße 19 und feiert dort regelmäßig lutherische Messen und Hochämter.

### Juden
Seit dem 14. Jahrhundert waren in Eltville jüdische Einwohner bezeugt, wenn auch mit zeitlichen Unterbrechungen. Die Entstehung der neuzeitlichen jüdischen Gemeinde schlug sich in einer Synagogenordnung von 1787 nieder. 1831 wurde die Eltviller Synagoge eingeweiht. Das Innere der Synagoge wurde in der Reichspogromnacht zerstört. Die Gemeinde bestand bis in die Zeit des Nationalsozialismus 1938. Der Jüdische Friedhof Eltville von 1896/97 neben dem städtischen Friedhof der Kernstadt Eltville ist noch vorhanden.

## Politik

### Stadtverordnetenversammlung
Die Kommunalwahl am 14. März 2021 lieferte folgendes Ergebnis, in Vergleich gesetzt zu früheren Kommunalwahlen:

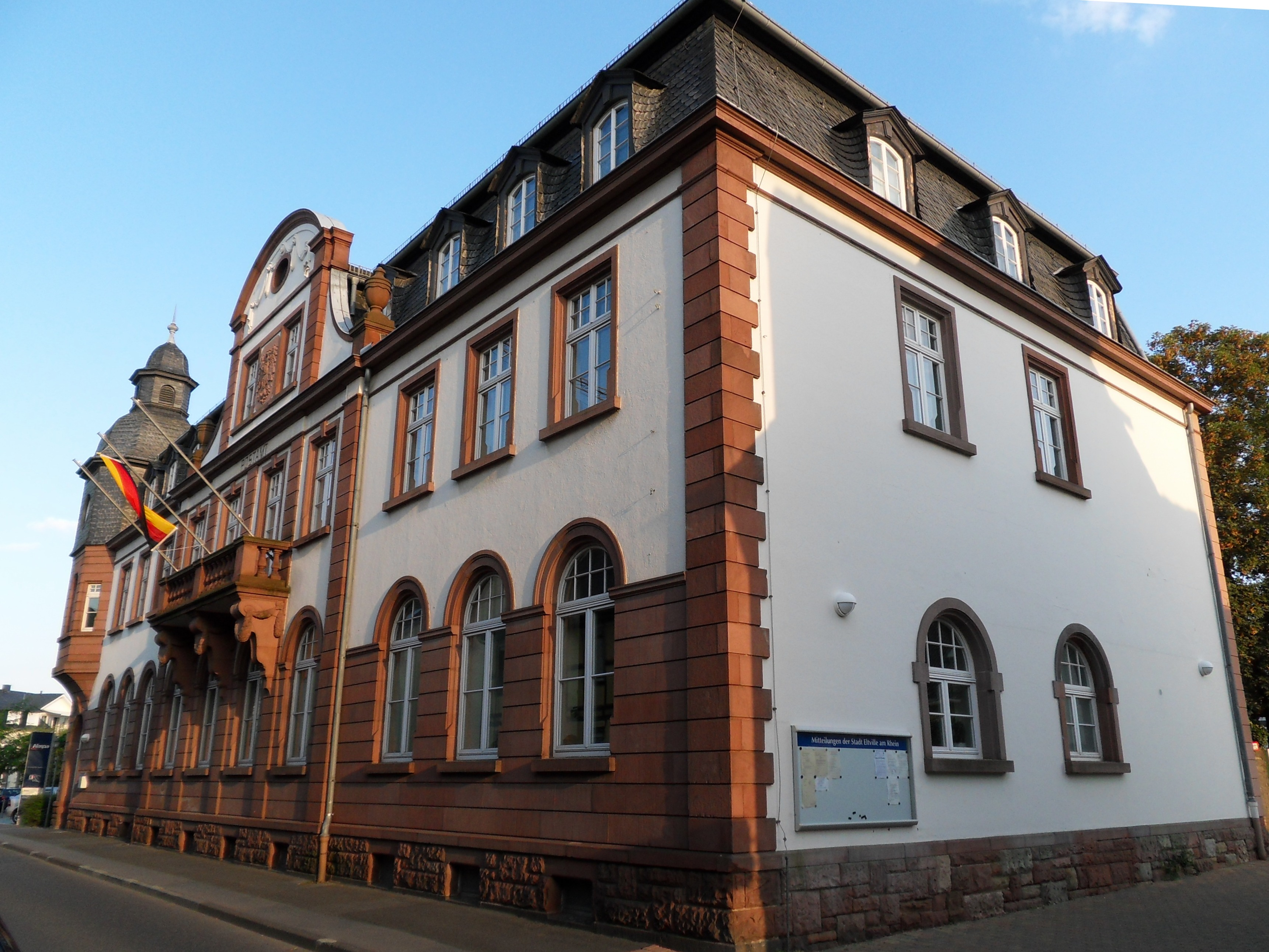
Rathaus in der Gutenbergstraße (früheres Postamt)

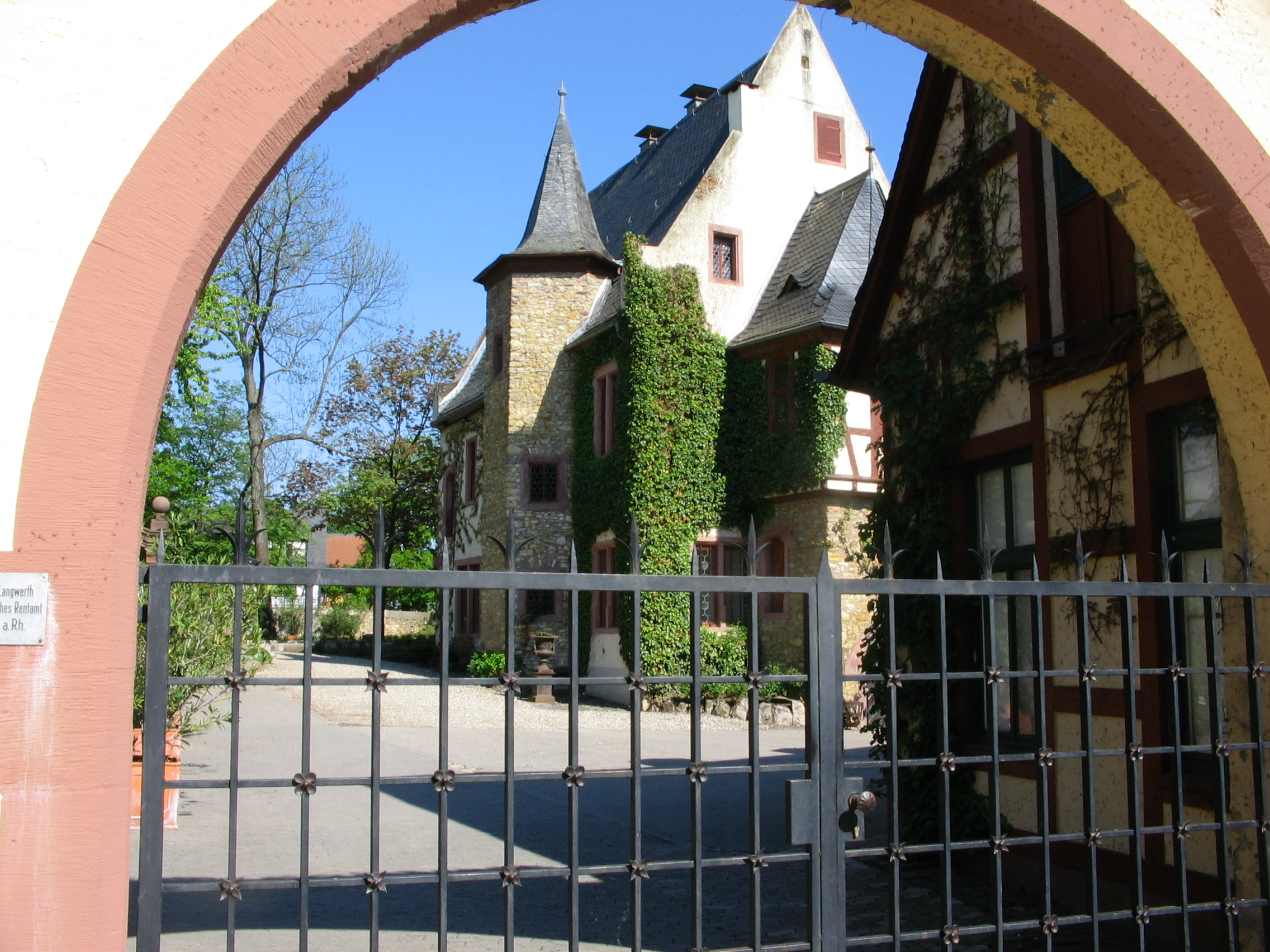
Stockheimer Hof (Weingut Langwerth von Simmern)

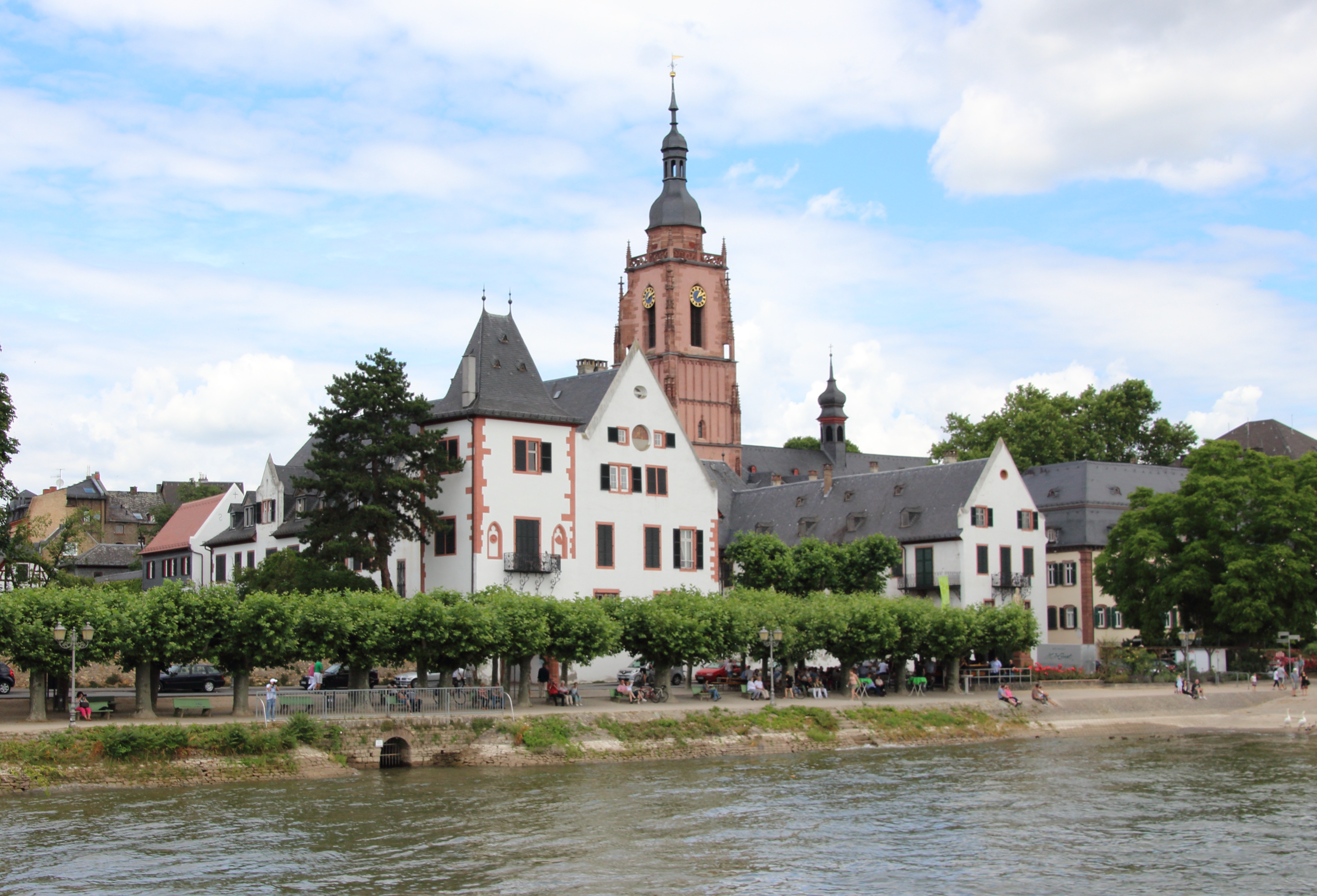
Eltzer Hof

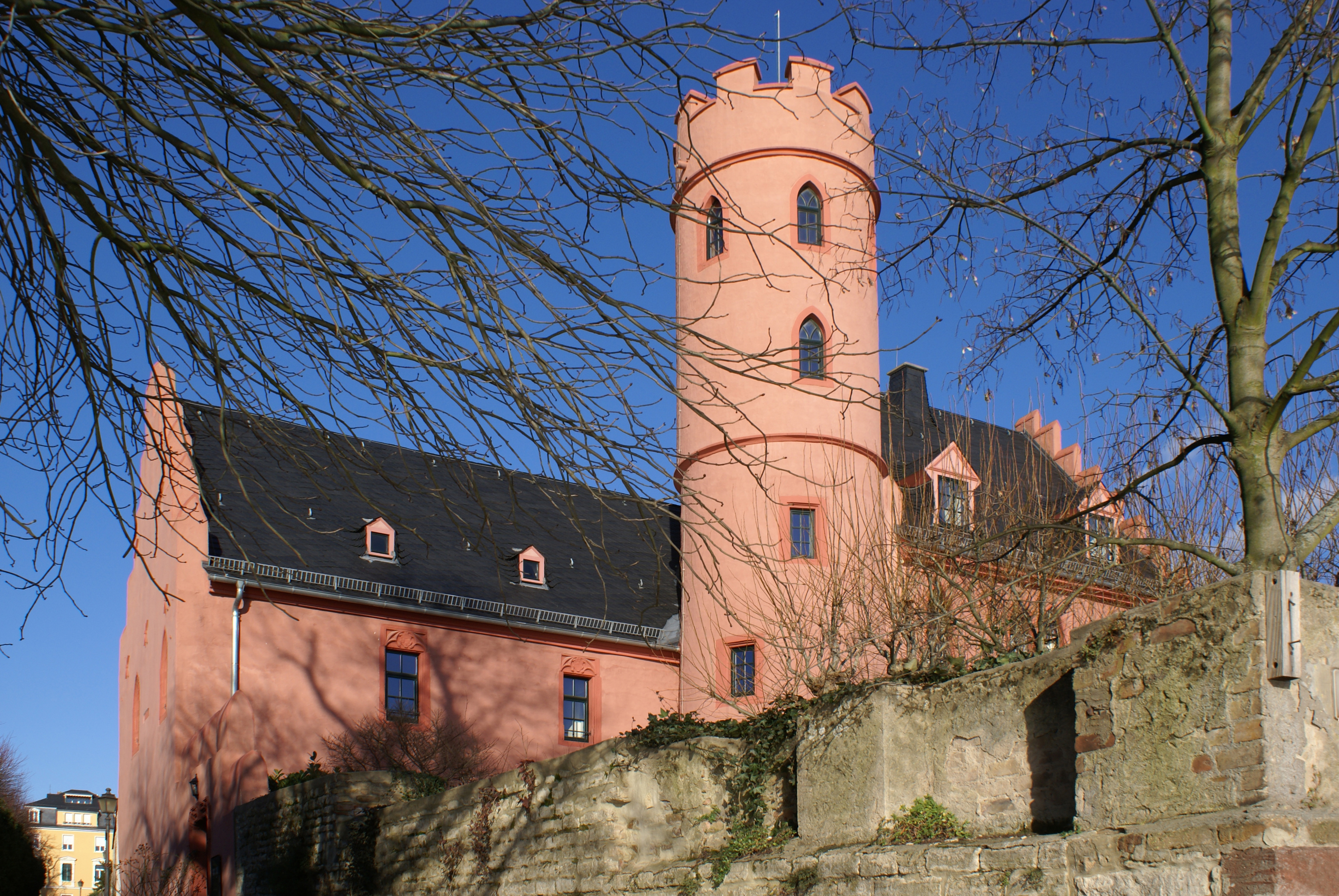
Burg Crass in Eltville

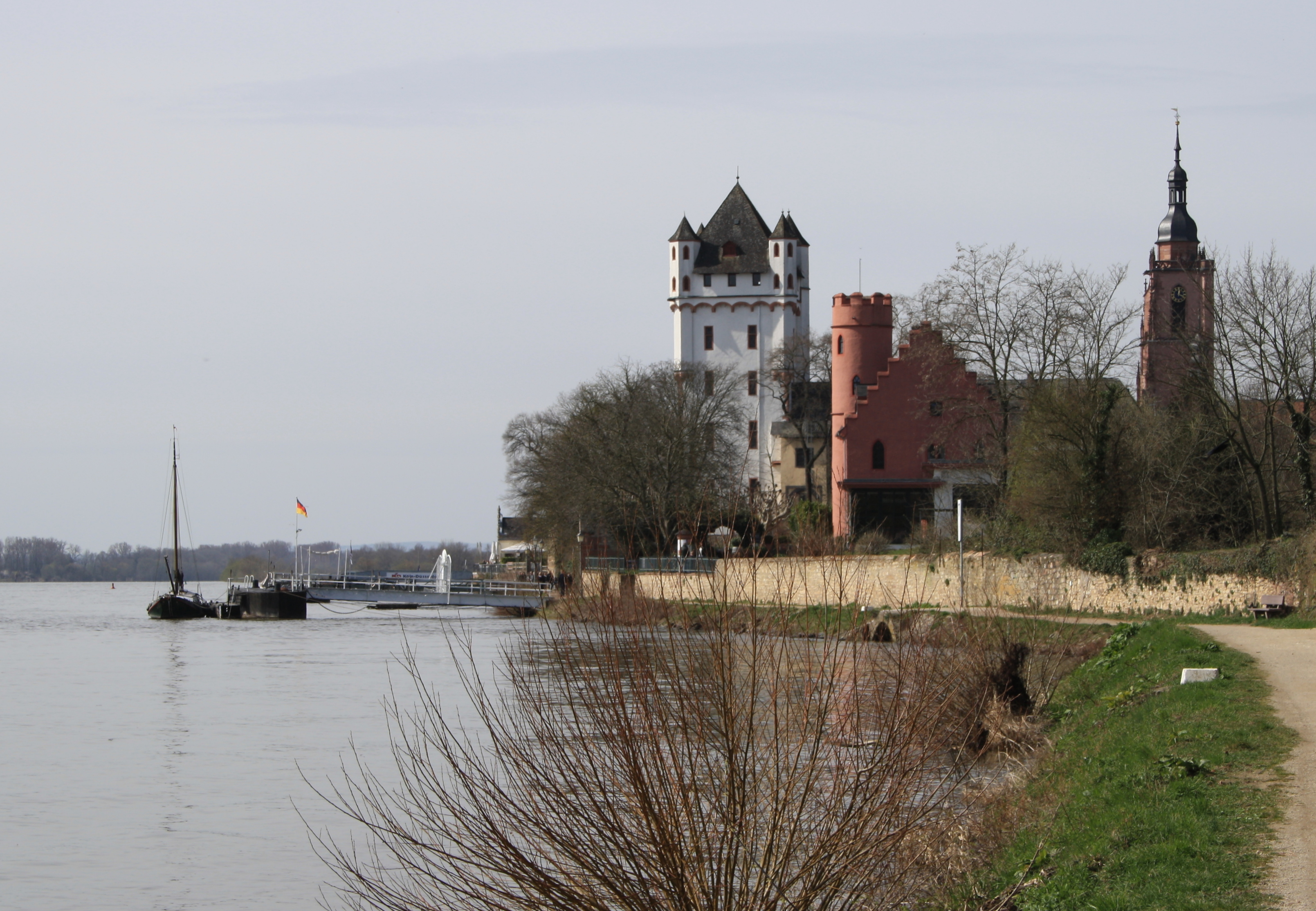
Blick auf Eltville vom Leinpfad aus

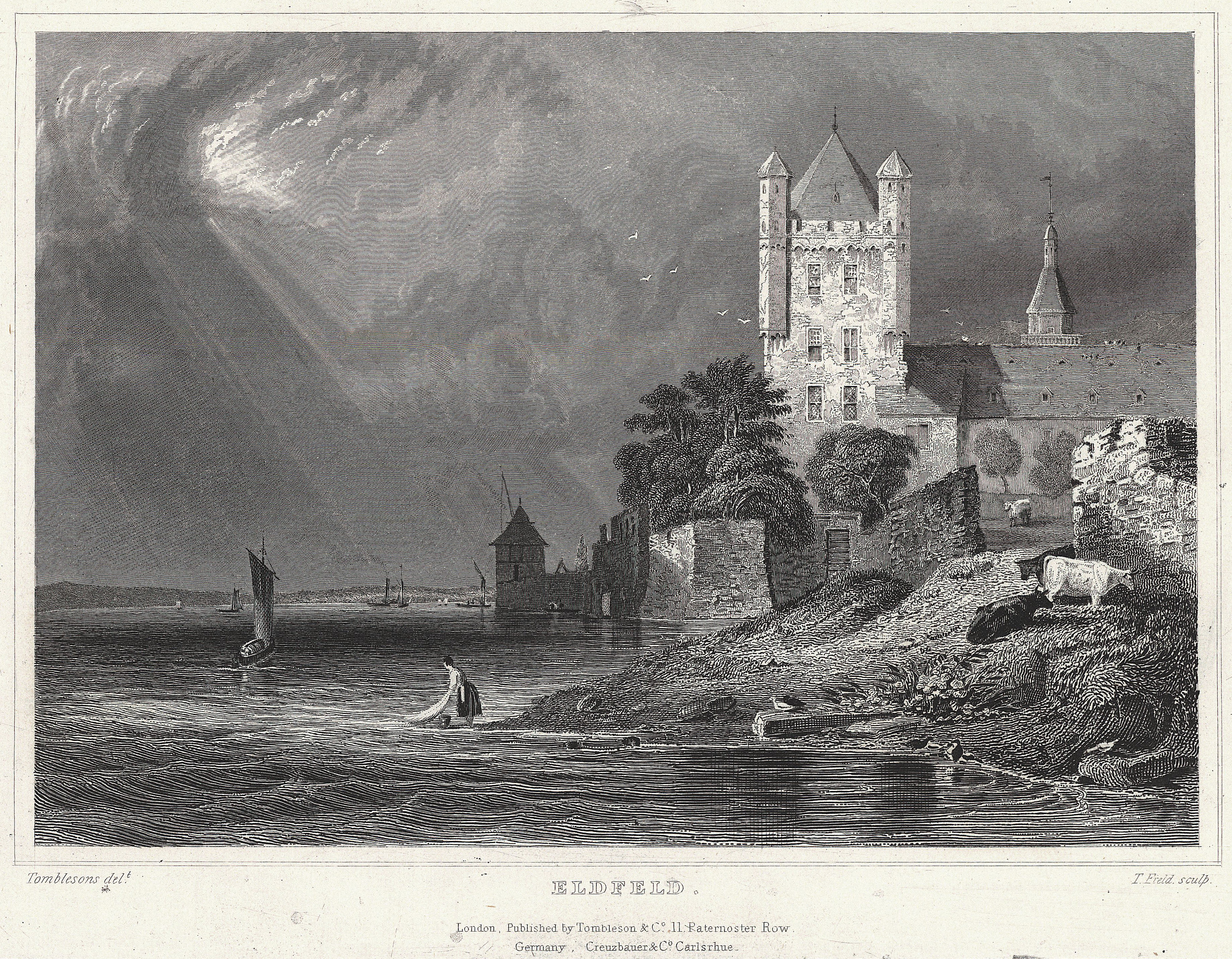
Blick auf Eltville (19. Jh.)

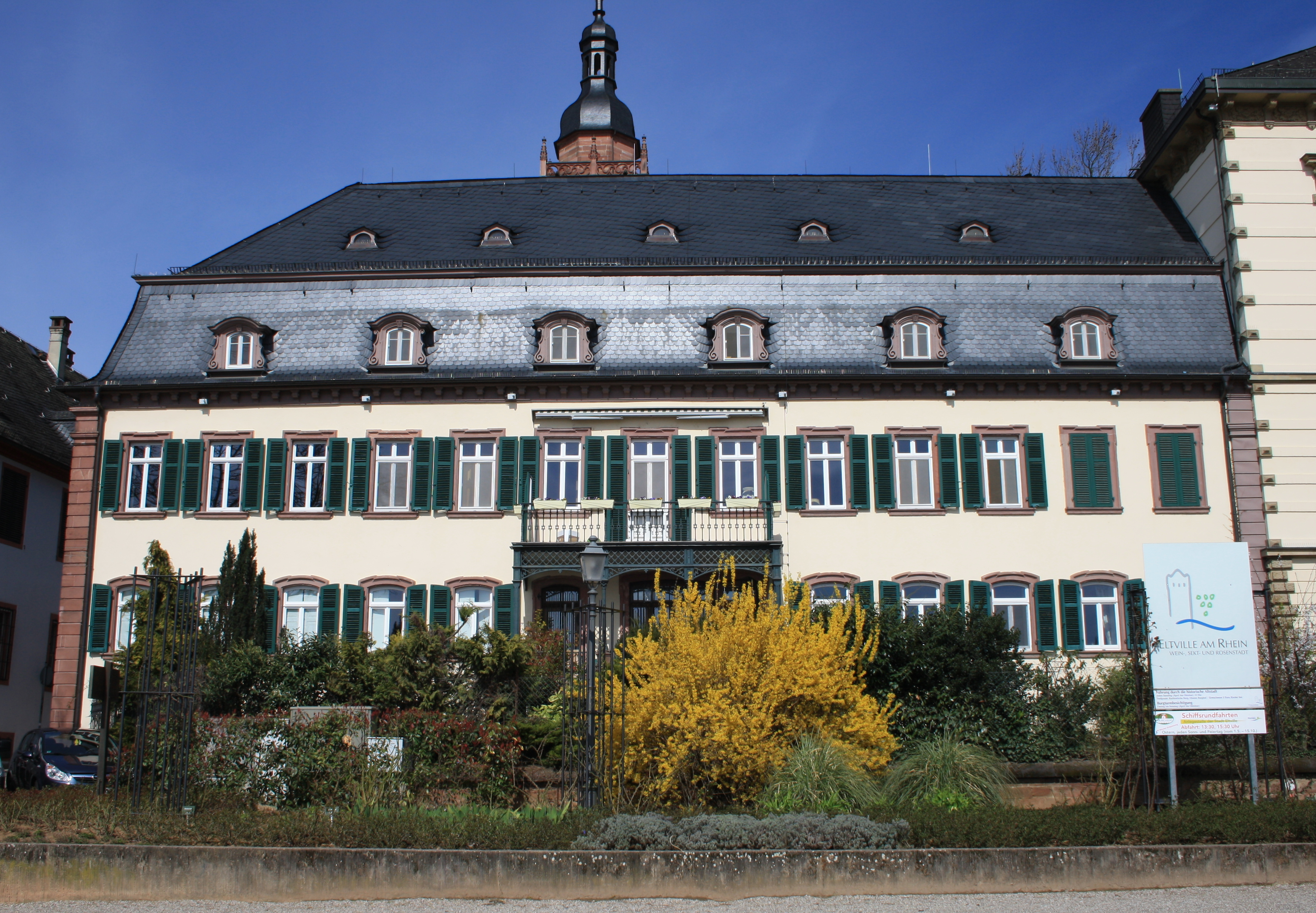
Eltville, Haus Die Rose von der Rheinseite

| Sitzverteilung in der Stadtverordnetenversammlung 2021Insgesamt 40 Sitze - SPD: 6 - Grüne: 10 - BLL: 6 - CDU: 16 - AfD: 2 | Parteien und Wählergemeinschaften | Parteien und Wählergemeinschaften           | 2021  | 2021  | 2016  | 2016  | 2011  | 2011  | 2006  | 2006  | 2001  | 2001  |
| Sitzverteilung in der Stadtverordnetenversammlung 2021Insgesamt 40 Sitze - SPD: 6 - Grüne: 10 - BLL: 6 - CDU: 16 - AfD: 2 | Parteien und Wählergemeinschaften | Parteien und Wählergemeinschaften           | %     | Sitze | %     | Sitze | %     | Sitze | %     | Sitze | %     | Sitze |
| Sitzverteilung in der Stadtverordnetenversammlung 2021Insgesamt 40 Sitze - SPD: 6 - Grüne: 10 - BLL: 6 - CDU: 16 - AfD: 2 | CDU                               | Christlich Demokratische Union Deutschlands | 44,6  | 16    | 42,4  | 16    | 40,3  | 15    | 44,0  | 16    | 45,5  | 17    |
| Sitzverteilung in der Stadtverordnetenversammlung 2021Insgesamt 40 Sitze - SPD: 6 - Grüne: 10 - BLL: 6 - CDU: 16 - AfD: 2 | Grüne                             | Bündnis 90/Die Grünen                       | 25,8  | 10    | 15,8  | 6     | 18,9  | 7     | 9,8   | 4     | 10,7  | 4     |
| Sitzverteilung in der Stadtverordnetenversammlung 2021Insgesamt 40 Sitze - SPD: 6 - Grüne: 10 - BLL: 6 - CDU: 16 - AfD: 2 | SPD                               | Sozialdemokratische Partei Deutschlands     | 15,1  | 6     | 20,7  | 7     | 25,2  | 9     | 30,1  | 11    | 29,2  | 11    |
| Sitzverteilung in der Stadtverordnetenversammlung 2021Insgesamt 40 Sitze - SPD: 6 - Grüne: 10 - BLL: 6 - CDU: 16 - AfD: 2 | BLL                               | Bürgerlich Liberale Liste                   | 8,3   | 3     | –     | –     | –     | –     | –     | –     | –     | –     |
| Sitzverteilung in der Stadtverordnetenversammlung 2021Insgesamt 40 Sitze - SPD: 6 - Grüne: 10 - BLL: 6 - CDU: 16 - AfD: 2 | AfD                               | Alternative für Deutschland                 | 5,8   | 2     | –     | –     | –     | –     | –     | –     | –     | –     |
| Sitzverteilung in der Stadtverordnetenversammlung 2021Insgesamt 40 Sitze - SPD: 6 - Grüne: 10 - BLL: 6 - CDU: 16 - AfD: 2 | FEB                               | Für Eltville - Bürgerbewegung               | –     | –     | 7,7   | 3     | 5,7   | 2     | –     | –     | –     | –     |
| Sitzverteilung in der Stadtverordnetenversammlung 2021Insgesamt 40 Sitze - SPD: 6 - Grüne: 10 - BLL: 6 - CDU: 16 - AfD: 2 | FDP                               | Freie Demokratische Partei                  | –     | –     | 7,4   | 3     | 5,2   | 2     | 5,0   | 2     | 5,2   | 2     |
| Sitzverteilung in der Stadtverordnetenversammlung 2021Insgesamt 40 Sitze - SPD: 6 - Grüne: 10 - BLL: 6 - CDU: 16 - AfD: 2 | BL                                | Bürgerliste                                 | –     | –     | 6,0   | 2     | 4,7   | 2     | 7,0   | 3     | 5,4   | 2     |
| Sitzverteilung in der Stadtverordnetenversammlung 2021Insgesamt 40 Sitze - SPD: 6 - Grüne: 10 - BLL: 6 - CDU: 16 - AfD: 2 | REP                               | Die Republikaner                            | –     | –     | –     | –     | –     | –     | 4,1   | 1     | –     | –     |
| Sitzverteilung in der Stadtverordnetenversammlung 2021Insgesamt 40 Sitze - SPD: 6 - Grüne: 10 - BLL: 6 - CDU: 16 - AfD: 2 | WOK                               | Wählergemeinschaft Opitz-Kaldenberg         | –     | –     | –     | –     | –     | –     | –     | –     | 4,0   | 1     |
| Sitzverteilung in der Stadtverordnetenversammlung 2021Insgesamt 40 Sitze - SPD: 6 - Grüne: 10 - BLL: 6 - CDU: 16 - AfD: 2 | Gesamt                            | Gesamt                                      | 100,0 | 37    | 100,0 | 37    | 100,0 | 37    | 100,0 | 37    | 100,0 | 37    |
| Sitzverteilung in der Stadtverordnetenversammlung 2021Insgesamt 40 Sitze - SPD: 6 - Grüne: 10 - BLL: 6 - CDU: 16 - AfD: 2 | Wahlbeteiligung in %              | Wahlbeteiligung in %                        | 58,4  | 58,4  | 52,1  | 52,1  | 50,3  | 50,3  | 54,4  | 54,4  | 51,3  | 51,3  |

### Bürgermeister
Nach der hessischen Kommunalverfassung wird der Bürgermeister für eine sechsjährige Amtszeit gewählt, seit dem Jahr 1993 in einer Direktwahl, und ist Vorsitzender des Magistrats, dem in der Stadt Eltville neben dem Bürgermeister ehrenamtlich ein Erster Stadtrat und elf weitere Stadträte angehören. Bürgermeister ist seit dem 1. September 2006 Patrick Kunkel (CDU). Er wurde als Nachfolger von Bernhard Hoffmann (CDU), der nach zwei Amtszeiten nicht wieder kandidiert hatte, am 9. April 2006 in einer Stichwahl bei 46,2 Prozent Wahlbeteiligung mit 54,0 Prozent der Stimmen gewählt. Es folgten drei Wiederwahlen, zuletzt am 9. Juni 2024 mit 68,6 Prozent der Stimmen.
Amtszeiten der Bürgermeister
- 2006–2030 Patrick Kunkel (CDU)[21]
- 1994–2006 Bernhard Hoffmann (CDU)
- 1988–1994 Bernd Knauf (CDU)[24]
- 1958–1988 Josef Hölzer (CDU)[25]
- 1952–1958 Hans Bertram[26]
- 1946–1952 Edmund Pnischeck
- 1945 Johannes Merkel (kommissarisch)
- 1945 Jakob Eskelund (kommissarisch)
- 1934–1945 Heinrich Grell
- 1922–1934 Heinrich Röttgen
- 1904–1922 Philipp Keutner
- 1894–1904 Anton Schütz
- 1889–1894 Georg Friedrich Germersheimer
- 1855–1889 Johannes Bott

### Städtepartnerschaften
Die Stadt Eltville am Rhein unterhält partnerschaftliche Beziehungen zu
- Montrichard in Frankreich,
- Arzens in Frankreich (Partnerstadt des Stadtteils Hattenheim) und
- Passignano sul Trasimeno in Italien

## Kultur und Sehenswürdigkeiten

### Bauwerke
- die Kurfürstliche Burg aus dem 14. Jahrhundert
- die Pfarrkirche St. Peter und Paul aus dem 14. Jahrhundert
- Reste der Stadtbefestigung
- Fachwerkhäuser aus dem 16. und 18. Jahrhundert
- die Burg Crass
- Der Eltzer Hof ist der größte Adelshof der Stadt. Seit 1629 gehört er den Grafen zu Eltz. Das Haupthaus wurde um 1580 errichtet, es trägt noch einige spätgotische Züge. 1774 wurde es im barocken Stil umgebaut. Die zugehörigen Weinberge wurden 1976 zur Erweiterung der Bundesstraße verkauft.
- Der Stockheimer Hof war bis 2018 Sitz des traditionsreichen Weinguts Langwerth von Simmern der Freiherren Langwerth von Simmern.
- Sebastiansturm
- Kriegerehrenmal (Eltville)
- das Zisterzienser-Kloster Eberbach
- die Pfarrkirche St. Markus (Erbach) aus dem 15. Jahrhundert
- die Johanneskirche in Erbach aus dem 19. Jahrhundert
- die Pfarrkirche St. Vincentius (Hattenheim)
- St. Sebastian und Laurentius, die ehemalige Kulturkirche in Martinsthal
- St. Martin, die ehemalige katholische Pfarrkirche in Martinsthal
- Schloss Reinhartshausen
- Clos des Steinberges, Deutschlands bekanntester Clos

### Regelmäßige Veranstaltungen
- Gutenberg-Winter in Eltville – jedes Jahr im Januar und Februar
- Narzissenmarkt – jedes Jahr samstags zwei Wochen vor Ostern
- Rheingauer Schlemmerwoche und Tage der offenen Weinkeller mit Weinproben – Ende April/Anfang Mai
- Pfingstfeiertage am Sonnenberg Häus`chen - drei Tage Ausschank und Unterhaltung mit Blick über Eltville
- Rosentage in Eltville – jedes Jahr am ersten Juni-Wochenende
- Erdbeerfest in Erbach – jedes Jahr Mitte Juni
- Sektfest Eltville – jedes Jahr am ersten Juli-Wochenende
- Tag der offenen Tür der Feuerwehr Martinsthal - jedes Jahr an Christi Himmelfahrt
- Rheingau Musik Festival – im Sommer
- Rauenthaler Weinfest – am zweiten oder dritten August-Wochenende
- Burghofspiele – im Sommer
- Handwerkermarkt – jedes Jahr am ersten Sonntag im September
- Kappeskerb/Weinlesefest in Eltville – jedes Jahr am ersten November-Wochenende
- Rheingau Pokal (Taekwondo, Kampf) – jedes Jahr Mitte November
- Musikalischer Winter in Eltville – jedes Jahr jeden Donnerstag von Mitte November bis Ende April
- Weihnachtsbeleuchtung in den Straßen der sanierten Altstadt – vom 1. Advent bis zum Dreikönigstag (6. Januar)
- der große Adventskalender – die 24 Fenster der Mediathek werden zum Adventskalender (tägl. Öffnung 17 Uhr)
- Weihnachtsmarkt in der Altstadt – am zweiten Dezember-Wochenende
- Rheingauer Oldtimer Picknick – im April, Mai, Juli, September und Oktober

## Wirtschaft und Infrastruktur

### Wirtschaft und Tourismus

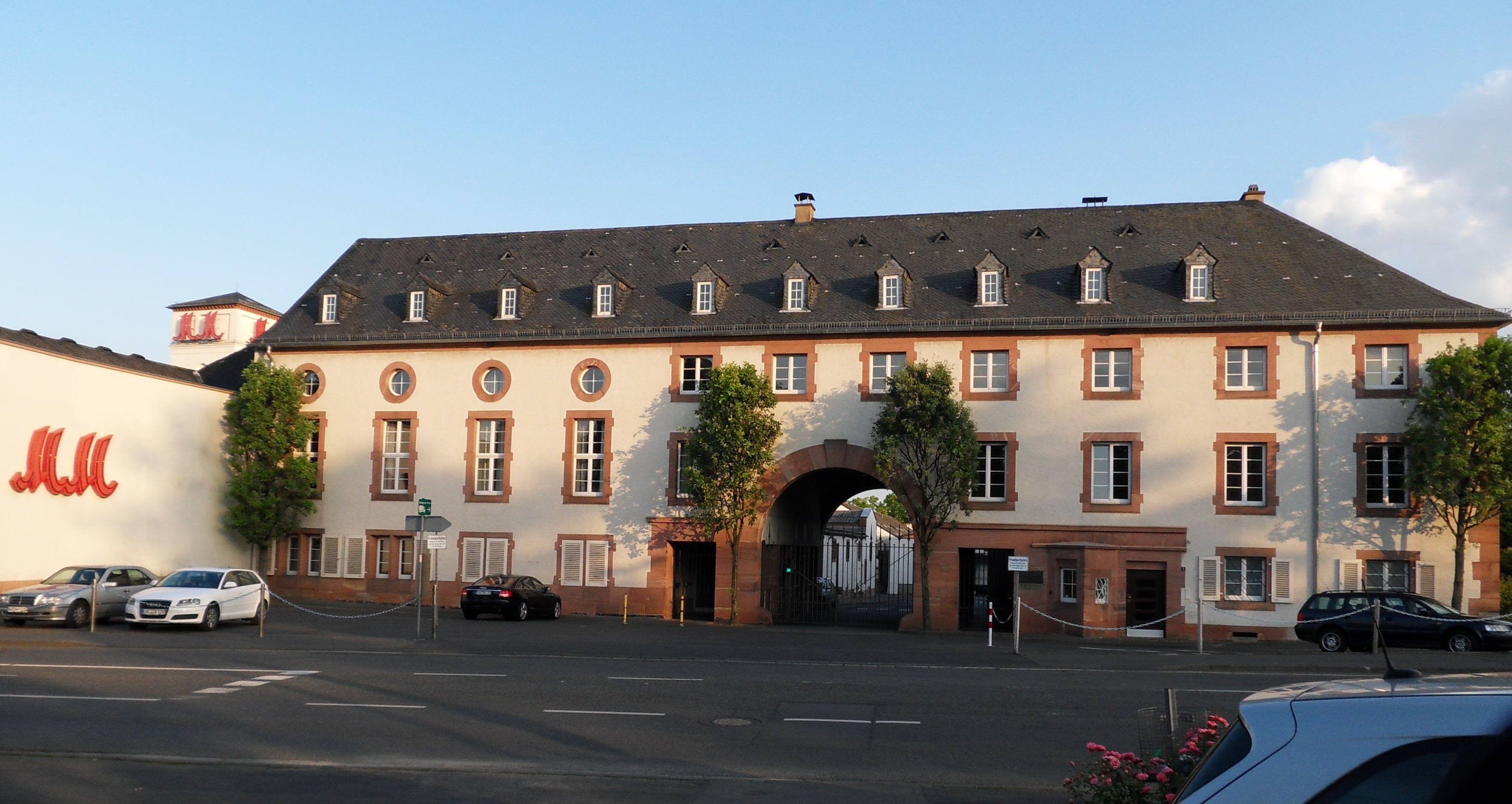
Hauptgebäude der Sektkellerei MM am Matheus-Müller-Platz

Eltville ist touristisch erschlossen und bekannt für die Produktion von Wein und Sekt, der in den zahlreichen Weingütern und Straußwirtschaften verkostet werden kann. Eine Besonderheit ist die Eltviller Vinothek, die als Zusammenschluss der führenden Weingüter Konsumenten einen Produktvergleich ermöglicht. Sie ist die einzige Ortsvinothek im Rheingau und eine von wenigen in Deutschland.
Eltville ist Sitz der heute zu den Rotkäppchen-Mumm Sektkellereien gehörenden Matheus-Müller-Sektkellerei (Marke MM), der Hessischen Staatsweingüter Kloster Eberbach und der Sektmanufaktur Schloss Vaux sowie des größten industriellen Arbeitgebers im Rheingau, der Jean Müller Elektrotechnische Fabrik.
Seit 1988 darf Eltville sich Rosenstadt nennen, eine Bezeichnung, nach der die Rose ein „prägender Ortsbestandteil“ sein muss. Die glutrote Rose „Stadt Eltville“ wurde 1990 vom Züchter Hans Jürgen Evers vorgestellt und ist vielfältig im Rosengarten der Burg zu besichtigen. Der japanische Züchter Kazuzo Tagashira taufte eine seiner Züchtungen „Schönes Eltville“ zum Andenken an einen Besuch in der Stadt.
Nicht zuletzt ist Eltville mit seinen Stadtteilen eine Station der Deutschen Fachwerkstraße.

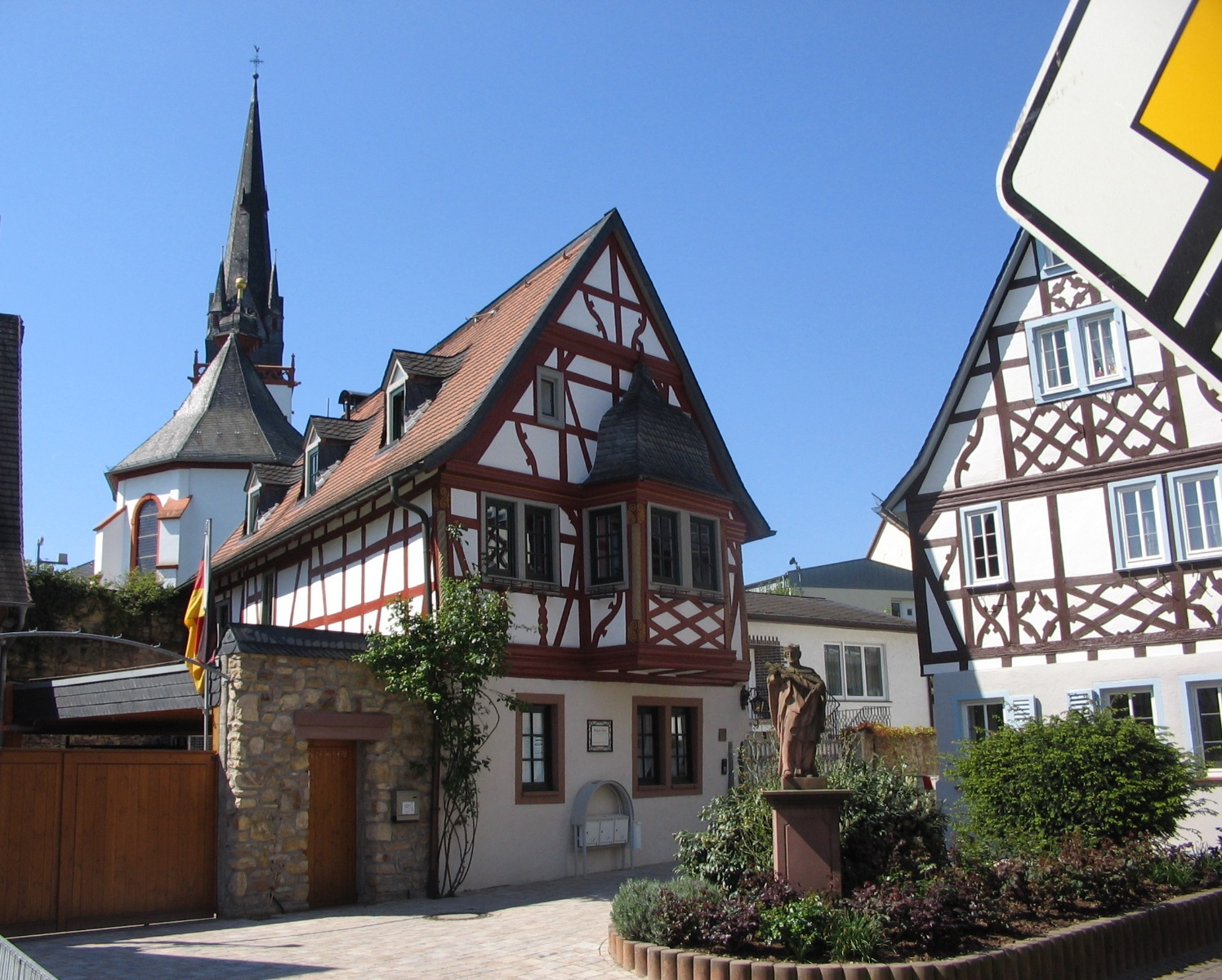
Ortsbild von Erbach

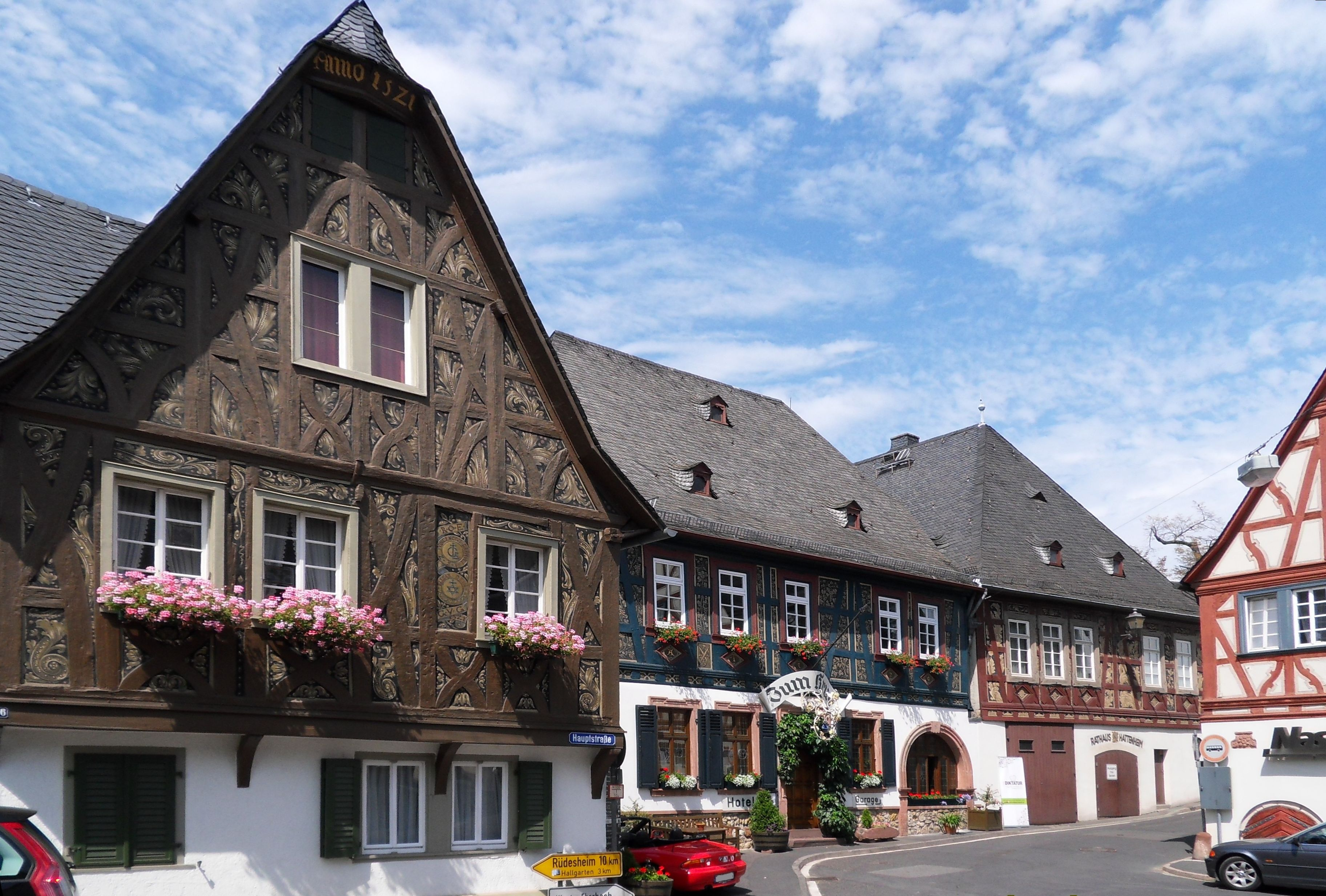
Ortsbild von Hattenheim

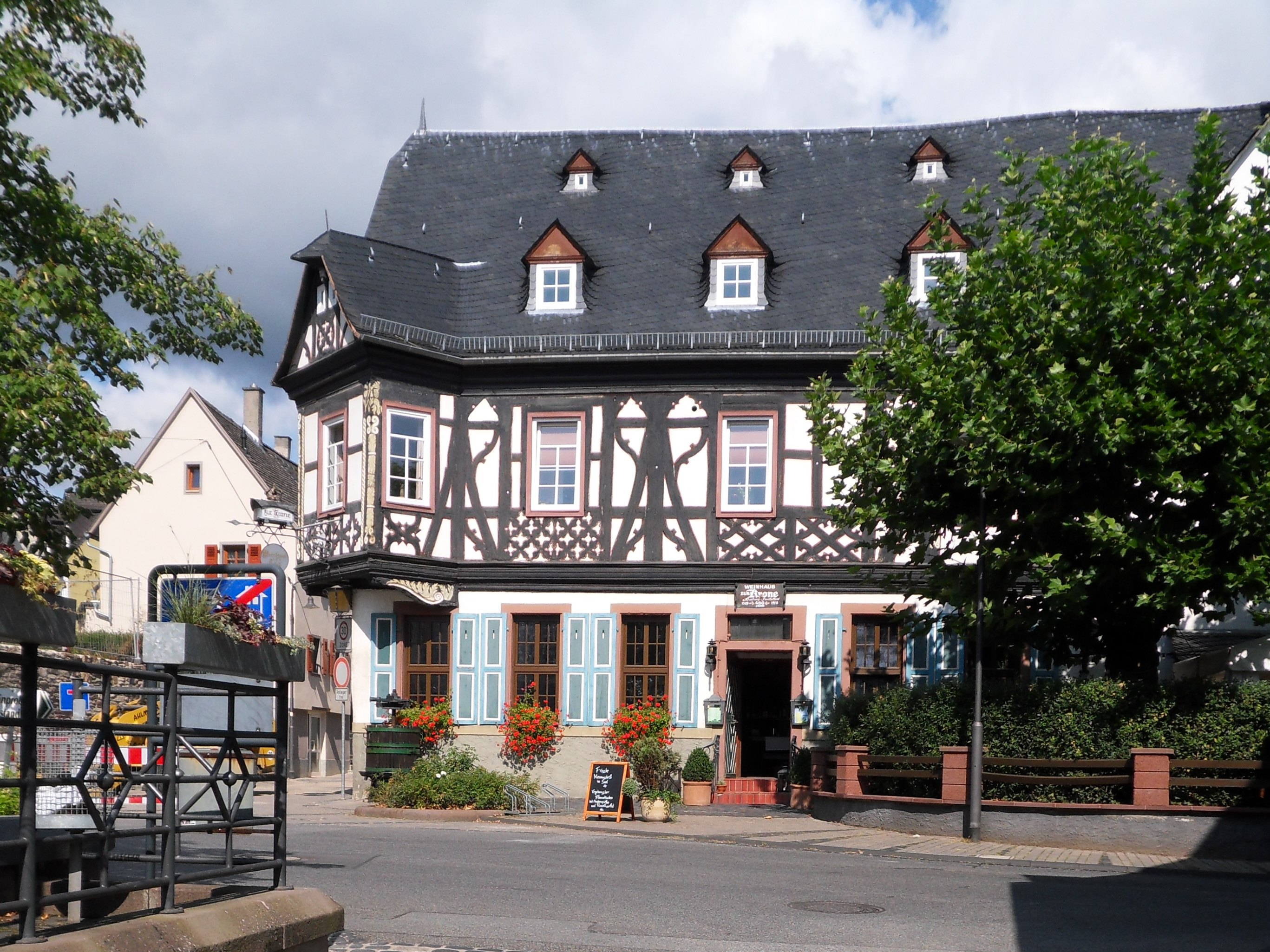
Ortsbild von Martinsthal

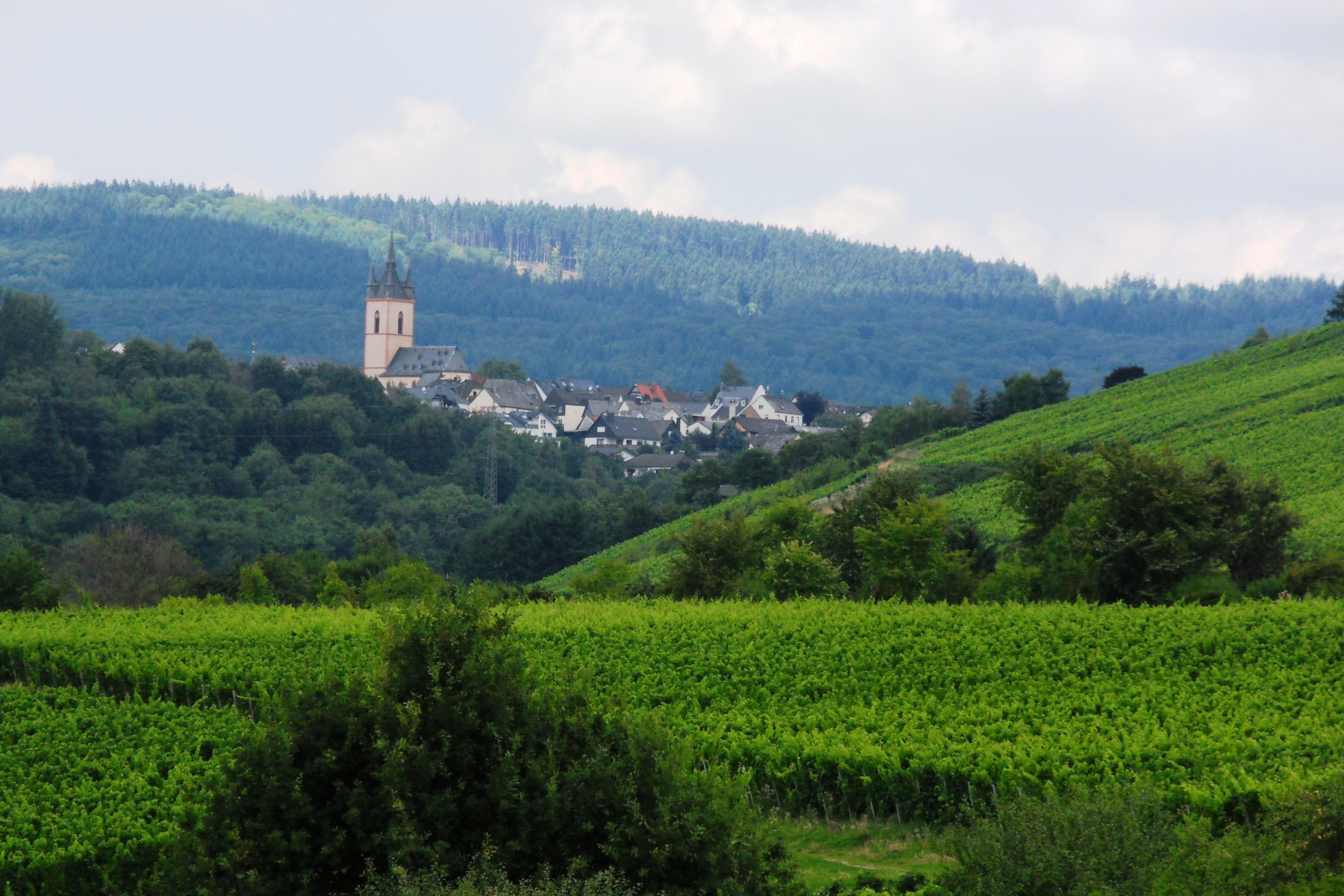
Blick auf Rauenthal

### Radwanderwege
Durch die Gemeinde verläuft die Variante R3a des Hessischen Radfernweg R3 (Rhein-Main-Kinzig-Radweg) weitestgehend über die Rheingauer Riesling Route.
Der R3 führt entlang von Rhein, Main und Kinzig über Fulda nach Tann in der Rhön. Ebenfalls am Rheinufer verläuft der Rheinradweg, ein ca. 1230 km langer Radfernweg, der durch fünf Staaten vom Quellgebiet des Rheins in den Schweizer Alpen am Oberalppass bis zur Mündung bei Rotterdam führt.

### Verkehr
Durch das Stadtgebiet führt die Bundesstraße 42 als nahtlose Verlängerung der Bundesautobahn 66 nach Westen. Sie verläuft mit den drei Anschlussstellen Eltville-Nord, -Mitte und -West als autobahnähnlich ausgebaute Umgehungsstraße nördlich der Kernstadt durch die Weinberge, wendet sich nach Süden und erreicht zwischen Eltville und Erbach das Ende des vierstreifigen Ausbaus am Rheinufer, dem sie weiter nach Westen folgt. Auf diese Weise sind Erbach und Hattenheim durch eine verkehrsreiche, nur dem Kraftfahrzeugverkehr vorbehaltene Verkehrsader vom Rheinufer getrennt. Um eine ähnliche Zerstörung des Eltviller Rheinufers zu verhindern, gründete Erich Kapitzke 1958 den „Verein zum Schutz der Eltviller-Wallufer Rheinuferlandschaft“, welcher es erreichte, dass an Stelle einer Umgehung am Eltviller Rheinufer nach mehreren Jahrzehnten der Planung verschiedener Varianten im Jahr 1989 die Nordumgehung fertiggestellt wurde.
Von der B 42 zweigt gleich nach dem Ende der A 66 die ebenfalls verkehrsreiche Bundesstraße 260 nach Norden ab. Sie führt mit einer Ortsdurchfahrt durch den Stadtteil Martinsthal und weiter Richtung Bad Ems und Nassau (Lahn). Zugleich verbindet sie Eltville mit der Kreisstadt Bad Schwalbach.
Die Stadt liegt im Rhein-Main-Verkehrsverbund an der rechten Rheinstrecke der Deutschen Bahn von Frankfurt am Main über Wiesbaden und Koblenz nach Neuwied mit Stationen in Eltville, Erbach und Hattenheim. Hier verkehren die Rheingaulinie RB10 sowie der Rheingauexpress RE9 mit Triebzügen vom Typ Flirt der Vias. Am Ufer existieren mehrere Anlegestellen, unter anderem für den Linienverkehr der Köln-Düsseldorfer Rheinschifffahrt.
Der Busverkehr wird durch die Rheingau-Taunus-Verkehrsgesellschaft organisiert. Es bestehen Busverbindungen zu den Nachbargemeinden sowie zwischen den Ortsteilen der Stadt mit zentraler Umsteigemöglichkeit am Bahnhof.

### Bildungseinrichtungen
- Freiherr-vom-Stein-Schule (Grundschule im Stadtteil Eltville)
- Gutenberg-Schule (Realschule im Stadtteil Eltville)
- Gymnasium Eltville (Stadtteil Eltville)
- Sonnenblumenschule (Grundschule im Stadtteil Erbach)
- Waldbachschule (Grundschule im Stadtteil Hattenheim)
- Otfried-Preußler-Schule (Grundschule Rauenthal)
- Mediathek Eltville (Öffentliche Stadtbibliothek)

### Freiwillige Feuerwehr
Die Feuerwehr von Eltville hat ihren Stützpunkt am westlichen Ende der Stadt. Gegründet wurde sie im Jahre 1872. In der Region gilt sie als Stützpunktfeuerwehr. Die Einsatzabteilung besteht aktuell (Stand 2023) aus 60 aktiven Mitgliedern.

## Persönlichkeiten

### Ehrenbürger
- Augustinus Kilian (* 1. November 1856 in Eltville; † 30. Oktober 1930 in Limburg an der Lahn) war von 1913 bis zu seinem Tod Bischof von Limburg; Ehrenbürger seit 1921.[30]
- Franz Weißenberger (* 3. März 1938 in Mainz-Kastel; † 26. Mai 2014)  war letzter Bürgermeister der Gemeinde Martinsthal und anschließend 18 Jahre hauptamtlicher 1. Stadtrat der Stadt Eltville am Rhein.[31] Das Ehrenbürgerrecht wurde noch von der Gemeindevertretung Martinsthal im Dezember 1976 verliehen.[32]
- Josef Hölzer wurde am 10. Juli 1988 das Ehrenbürgerrecht verliehen.[33]
- Wilhelmine Schmidt (* 22. April 1927 auf dem Hof Driesch bei Bebra).[34] Im Jahr 2021 hat die Stadt Eltville am Rhein ihre erste Ehrenbürgerwürde als Gesamtstadt auf Vorschlag von Jürgen Behle, Vorsitzender des Fördervereins Stiftung Haus Wilhelmine, verliehen: die Erbacherin Wilhelmine Schmidt, auch bekannt als Schwester Wilhelmine, wurde damit als erste Frau für ihr besonderes Engagement für ihre Mitbürgerinnen und Mitbürger und die Stadt Eltville ausgezeichnet.[35]
- Helga Simon (* 15. Dezember 1937; † 19. Januar 2023) ist für ihre Verdienste rund um den Aufbau des Stadtarchivs und um das Wirken der Eltviller und Rheingauer Gästeführer im November 2022 zur Ehrenbürgerin der Stadt Eltville am Rhein ernannt worden. Sie hat sich über Jahre um die Ausbildung der Gästeführer gekümmert. Das Stadtarchiv gäbe es in der heutigen Form ohne sie nicht. Außerdem hat sie Bücher mit vielen Anekdoten aus dem Leben berühmter und weniger bekannter Eltvillerinnen und Eltviller verfasst und war in zahlreichen Eltviller Vereinen aktiv.[36]

### Söhne und Töchter der Stadt
in alphabetischer Reihenfolge
- Adolf von Nassau-Wiesbaden-Idstein (1423–1475), Mainzer Erzbischof und Kurfürst
- Michael Apitz (* 1965), Grafiker und Comiczeichner
- Maria Rosalia Bachems (* um 1756), letzte Äbtissin im Kloster Rosenthal (Eifel)
- Walter Bittner (* 1957), Jazzmusiker
- Hans-Josef Blumensatt (* 1950), Jurist und ehemaliger Generalstaatsanwalt in Hessen, geboren in Erbach
- Carl Valentin Dölling (?–1839), Kommunalpolitiker
- Johannes zu Eltz (* 1957), katholischer Priester, Stadtdekan von Frankfurt am Main, Domkapitular des Bistums Limburg
- Uta Eser (* 1964), Biologin und Umweltethikerin
- August von Grass (1819–1880), Oberförster und Abgeordneter
- Johannes Grebert (* 1966), Autor und Regisseur
- Julius Haimann (1887–1939), Filmproduzent
- Franz Herber (1846–1918), Weingutbesitzer und Abgeordneter des Provinziallandtages der Provinz Hessen-Nassau
- Ingelore Hinz-Schallreuter (* 1957), Paläontologin
- Franz Josef Jung (* 1949), deutscher Politiker (CDU), Bundesminister für Arbeit und Soziales im Kabinett Merkel II und Bundesminister der Verteidigung im Kabinett Merkel I
- Julius Jung (1914–1944), deutscher KZ-Arzt
- Herbert Keutner (1916–2003), Kunsthistoriker
- Augustinus Kilian (1856–1930), Bischof von Limburg
- Konrad von Klinggräff (1867–1936), Jurist
- August Köhler (1858–1902), Gouverneur von Togo
- Heinrich Köppler (1925–1980), deutscher Politiker (CDU), Kandidat bei der Landtagswahl in Nordrhein-Westfalen, 1980.
- Franz Koppel-Ellfeld (1838–1920), Bühnenautor in Dresden
- Wilhelm Kreis (1873–1955), Architekt
- Eduard Kremer (1881–1948), Politiker
- Felix Krull, Romanfigur aus dem gleichnamigen Roman von Thomas Mann.
- Ernst Freiherr Langwerth von Simmern (1865–1942), deutscher Diplomat, Botschafter in Madrid und Reichskommissar für die besetzten rheinischen Gebiete in Koblenz
- Nikolaus Mahr (1821–1894), Gutsbesitzer und Abgeordneter des Provinziallandtages der Provinz Hessen-Nassau
- Julius Mülhens (1879–1954), Landrat
- Matheus Müller (1773–1847), Sektfabrikant
- Ulrike Neradt (* 1951), Sängerin und Fernsehmoderatorin
- Dieter Otten (* 1943), Soziologe
- Ivo Pala (* 1966), Schriftsteller
- Franz Rath (1932–2020), Kameramann
- Damian von Ritter zu Grünstein (1677–1742), deutscher Richter und Vizedom
- Ferdinand Wilhelm Emil Roth (1853–1924), Geschichtsforscher
- Andreas Scholl (* 1967), Countertenor
- Bernhard Schott (1748–1809), Musikverleger, gründete 1770 den Musikverlag Schott Musik International in Mainz
- Heinz Schuster (1927–1997), Genetiker
- Ludwig Spengler (1818–1866), Badearzt in Bad Ems, entwickelte die Emser Pastillen
- Ingo Swoboda (* 1961), Journalist und Autor
- Klaus Treuheit (* 1957), Pianist
- Ralph Valenteano (* 1965), Sänger
- Emmy Werner (1929–2017), Entwicklungspsychologin
- Carl Wilderich von Walderdorff (1799–1862), Staatsminister von Hessen-Nassau
- Ferdinand Windt (1843–1917), preußischer Generalmajor
- Hedwig Witte (1906–1991), Heimatdichterin

### Weitere Persönlichkeiten
in chronologischer Reihenfolge
- Gebeno von Eberbach (13. Jahrhundert), Geistlicher
- Johannes Gutenberg (* um 1400 in Mainz; † vor dem 26. Februar 1468 ebenda) wird am 17. Januar 1465 durch den Erzbischof und den Kurfürsten Adolf II. von Nassau, der damals in der Kurfürstlichen Burg zu Eltville residierte, zum Hofedelmann ernannt. Vermutlich unter der Anleitung Gutenbergs gründen die Gebrüder Bechtermünz in Eltville eine kleine Druckerei. Diese gab 1467 das Vocabularius ex quo, ein lateinisches Wörterbuch, heraus. In dieser Werkstatt wurde auch Thomas von Aquins Summa de articulis fidei (1472) nachgedruckt. Eltville ist somit eine der Wiegenstädte des Buchdrucks. Im Burgturm erinnert eine Gedenkstätte an Gutenberg. Gutenbergs Bruder, Friele Gensfleisch, lebte von 1434 bis zu seinem Tode 1447 in Eltville. Das Gensfleisch-Haus steht noch heute direkt neben der Burg.
- Georg Herber (* 30. Januar 1763 in Winkel; † 11. März 1833 in Eltville), langjähriger Präsident der zweiten Kammer der Landstände des Herzogtums Nassau
- Carl Caspar Créve, ließ sich 1800 als Arzt in Eltville nieder. Créve war nebenbei Schriftsteller auf dem Gebiet der Gynäkologie und brachte in seinem Buch Von den Krankheiten des weiblichen Beckens unbekannte Tatsachen und eine neue Darstellung des Themas. Sein Gesamtwerk handelt Von den Beinbrüchen der Beckenknochen und den Krankheiten ihrer Verbindungen. Er war Schüler und Freund Soemmerrings.
- Salomon Marix (* 26. Mai 1805 in Zillisheim; † 27. März 1872 in Wiesbaden), französisch-deutsch-jüdischer Tuchhändler aus Lyon, erwarb 1849 ein Anwesen vor dem Kappeltor und ließ dort die Villa Marix mit weitläufigem Garten als seinen Wohnsitz errichten. Als der Garten viel später zum Baugebiet wurde, erhielt die Straße dieses Wohnviertels den Namen Im Marixgarten. Marix erwarb ferner die Eltviller Aue und erbaute dort ein repräsentatives Herrenhaus.[37]
- Julius Koch (* 28. Februar 1912 in Frankfurt am Main; † 2. Juli 1991 in Eltville), deutscher Getränkeforscher, Önologe und Lebensmittelchemiker
- Heinz Hankammer (* 4. November 1931 in Breithardt; † 18. September 2016), Unternehmer und Vereinsfunktionär; wuchs in Eltville auf
- Frank Grobe (* 15. September 1967 in Dortmund), Politiker (AfD), Mitglied der Stadtverordnetenversammlung von Eltville
- Ingo Schon (* 1976 in Wiesbaden), Jurist und Politiker (CDU); lebt in Eltville
- Jennifer Braun (* 28. April 1991 in Rüdesheim am Rhein), Sängerin; lebt in Eltville